# Paranicephora sola
Paranicephora sola är en insektsart som beskrevs av Andrej Vasiljevitj Gorochov 2001. Paranicephora sola ingår i släktet Paranicephora och familjen vårtbitare. Inga underarter finns listade i Catalogue of Life.